# Yavana
Yavana of Yona waren in het Oude India de Griekstaligen, de Ioniërs. De mythische Yavana was een zoon van Yayati en stamvader van de Yavana's.
De naam Yavana komt voor in de Mahabharata en Yona in teksten als de Mahavansa. De Yona worden samen met de Kamboja's vermeld in de Edicten van Asoka als samenlevingen die enkel uit edelen en slaven bestonden.
Volgens de mythologie had Yayati, opperkoning van de Maan-dynastie, vijf zonen bij twee vrouwen: Yadu, Yavana (Yona, Turvashu), Anu, Druhyu en Puru. Yadu en Yavana waren de zonen bij Devayani, de dochter van Sukracharya, de leraar van de Asura's. Ze werden alle vijf stamvaders van veel koninklijke dynastieën, waaronder de Yavana's.